# Bùi Thị Minh
Bùi Thị Minh (sinh ngày 25 tháng 8 năm 1976) là một chính trị gia Việt Nam. Bà hiện là Phó Bí thư thường trực Tỉnh ủy, Chủ tịch Hội đồng nhân dân tỉnh Hòa Bình.

## Giáo dục
- Cử nhân Luật
- Thạc sĩ Quản trị kinh doanh

## Sự nghiệp
- Ngày 5 tháng 2 năm 2025, Ban Thường vụ Tỉnh ủy Hòa Bình tổ chức Hội nghị Ban Chấp hành Đảng bộ tỉnh lần thứ 19, khóa 17, nhiệm kỳ 2020-2025. Hội nghị đã bầu bà Bùi Thị Minh, Ủy viên Ban Thường vụ Tỉnh ủy, Trưởng Ban Tổ chức Tỉnh ủy giữ chức Phó Bí thư Tỉnh ủy nhiệm kỳ 2020-2025 với số phiếu tuyệt đối; đồng thời nhất trí giới thiệu đồng chí Bùi Thị Minh để Hội đồng nhân dân tỉnh bầu giữ chức Chủ tịch Hội đồng nhân dân tỉnh nhiệm kỳ 2021-2026.[2]
- Ngày 6 tháng 2 năm 2025, HĐND tỉnh Hòa Bình tổ chức kỳ họp thứ 25 khóa XVII, nhiệm kỳ 2021 - 2026. Tại kỳ họp, HĐND tỉnh Hòa Bình đã thực hiện quy trình giới thiệu nhân sự và bầu chức danh Chủ tịch HĐND tỉnh khóa XVII, nhiệm kỳ 2021 - 2026. Với số phiếu 53/53 (đạt 100%), bà Bùi Thị Minh, Phó Bí thư Tỉnh ủy, được bầu giữ chức Chủ tịch HĐND tỉnh Hòa Bình.[3]